# Minutt for minutt
Minutt for minutt er en betegnelse den norske radio- og tv-station NRK har benyttet til de fleste af sine slow-tv-produktioner siden 2009. En del af dem er førerrumsfilm, men der er også programmer om naturfænomener eller fremførelse af tekst. NRK vandt prisen for årets nyskabelse ved Gullruten 2012 for den direkte udsendelse Hurtigruten minutt for minutt. I august 2013 kom det frem, at NRK ønskede at sælge konceptet til andre tv-selskaber under en messe i Cannes.
Begrebet slow-tv, på norsk sakte-tv, er ikke en norsk opfindelse men kendes internationalt siden 1963. Førerrumsfilm er tilsvarende blevet lavet som nicheproduktion i flere lande siden 1980'erne. NRK lancerede imidlertid konceptet for det brede publikum. Det førte efterfølgende til flere parodier med private minutt for minutt-udsendelser, der typisk offentliggøres på YouTube. I maj 2016 streamede Forbrukerrådet en 24 timers maratonoplæsning med kontraktvilkår for mobilapps, kaldet appvilkår minutt for minutt. Tekstmængden svarer til det en norsk gennemsnitsforbruger har klikket ja til.

## Udsendelser
NRK har produceret følgende minutt for minutt-udsendelser:

- 2009 – Bergensbanen minutt for minutt - togrejse med Bergensbanen fra Bergen Station til Oslo Centralstation
- 2010 – Bybanen i Bergen minutt for minutt - sporvognstur med Bybanen gennem Bergen by
- 2010 – Flåmsbana minutt for minutt - togrejse på Flåmsbanen fra Myrdal Station til Flåm Station
- 2011 – Holmenkollbanen minutt for minutt - tur med T-banen Holmenkollbanen fra Majorstuen til Holmenkollen under VM på ski 2011[6]
- 2011 – Hurtigruten minutt for minutt - direkte sejlads med Hurtigruten MS Nordnorge fra Bergen til Kirkenes
- 2011 – Bastøferga minutt for minutt – sejlads med MF Bastø III fra Moss til Horten. Udsendelsen blev ikke vist på TV, men blev offentliggjort som video på NRK.no.[7]
- 2012 – Telemarkskanalen minutt for minutt - direkte sejlads med MS Victoria på Telemarkskanalen fra Skien til Dalen
- 2012 – Nordlandsbanen minutt for minutt - togrejse gennem fire årstider med Nordlandsbanen fra Trondheim til Bodø
- 2013 – Nasjonal vedkveld – tolv timer lang udsendelse der viste en pejs med ild i.[8]
- 2013 – Sommerbåten minutt for minutt – direkte sejladser med MS Sjøkurs langs den norske kyst mellem programmet Sommeråpents produktionssteder
- 2013 - Skudenesferja minutt for minutt - den sidste tur med MF Fjordveien fra Skudeneshavn til Mekjarvik før færgeruten blev nedlagt. Kun vist på nrk.no. [9]
- 2014 – 1814 på 24 timer minutt for minutt – direkte historisk maratonforedrag om 1814 fra Eidsvollsbygningen
- 2014 – Salmeboka minutt for minutt – direkte fremførelse af hele Norsk salmebok 2013 med over 200 forskellige kor
- 2015 – Sommerbåten minutt for minutt – direkte sejladser med MS Sjøkurs langs den norske kyst mellem programmet Sommeråpents produktionssteder
- 2016 – Saltstraumen minutt for minutt – direkte udsendelse fra Saltstraumen i Bodø kommune.
- 2016 – Fuglefjellet Hornøya - minutt for minutt – fem uger med fuglelivet på Hornøya ved Vardø.[10]
- 2016 – Skibladner minutt for minutt – direkte sejladser med DS Skibladner på Mjøsa mellem programmet Sommeråpents produktionssteder, 12.–16. juli[11]
- 2016 – Ribba - grad for grad – ribbenstegsspecialisten Øyvind Hjelle langtidssteger julesteg i syv timer, grad for grad, minut for minut.[12]
- 2016 – Hele Norge bygger – minutt for minutt – norske børn og unge bygger kendte steder fra deres fylker i videospillet Minecraft.
- 2017 – Reinflytting minutt for minutt - en rensdyrfloks vandring fra vinterens græsningsland i Finnmarksvidda til sommerens Kvaløya fulgt direkte fra 24. april
- 2017 – Sommertoget minutt for minutt – togrejser på det norske jernbanenet mellem programmet Sommeråpents produktionssteder.[13] I modsætning til de fleste tidligere produktioner blev det ikke sendt direkte men som et redigeret sammendrag på 50-100 % af dagens strækning.
- 2017 – Besseggen minutt for minutt - vandretur over fjeldryggen Besseggen, en af de mest populære fjeldture i Norge.[14]
- 2018 – Pizzabrann minutt for minutt – direkte eksperiment fra NRK Rogaland hvor en grandiosa blev stegt i to timer, til den blev sveden. Eksperimentet blev lavet i forbindelse med en advarsel mod at stege natmad og de brandfarer, der kan opstå ved at gøre det.[15]
- 2018 – Grieg minutt for minutt - Edvard Griegs værker fremført af amatører og professionelle. Undervejs blev der skiftet mellem flere sendesteder, herunder Grieghallen, Store Studio og Troldhaugen.[16]
- 2018 – Monsen minutt for minutt – direkte udsendelser der fulgte Lars Monsen på tur gennem Hardangervidda, Jotunheimen, Vesterålen og Indre Troms. Produceret i samarbejde med Sommeråpent der havde udsendelser fra Monsens lejr og turisthytter eller lignende i nærheden.[17][18]
- 2019 – Klokken minutt for minutt – i forbindelse med minutt for minutt-konceptets tiårsjubilæum sendte NRK direkte fra Bergen Station, hvor et "levende" ur blev bygget minut for minut gennem 24 timer.[19]
- 2020 – Svalbard minutt for minutt - blev produceret i eftersommeren 2019 men først vist i 2020.[20]
- 2020 – Sommerbilen – årets variant af Sommeråpent byggede på temaet på bilferie ad kendte turistveje gennem alle fylker fra nord til syd men blev dog redigeret ned til totimers udsendelser fire til fem dage om ugen.
- 2021 – Sommerskuta minutt for minutt – barken Statsraad Lehmkuhl besøger 30 havne.[21][22]
- 2023 – Sykkelsommer – direkte udsendelse fra strækningerne Brønnøysund–Nesna, Bremsnes–Urke og Elvesæter (Bøverdalen)–Aulestad.[23]